# 퀸카로 살아남는 법: 더 뮤지컬
《퀸카로 살아남는 법: 더 뮤지컬》(영어: Mean Girls)은 2024년 개봉한 미국의 뮤지컬 코미디 영화이다. 동명 뮤지컬과 2004년 동명 영화가 영화의 원작이다.

## 출연
- 앵거리 라이스 - 케이디 헤런
- 러네이 랩 - 레지나 조지
- 아울리이 크러발리오 - 재니스 사키지언
- 저켈 스파이비 - 데이미언 허버드
- 비비 우드 - 그레천 위너스
- 아반티카 반다나푸 - 캐런 스미스
- 크리스토퍼 브라이니 - 에런 새뮤얼스
- 티나 페이 - 노베리 양
- 팀 메도스 - 듀발 교장
- 제나 피셔 - 헤런 양
- 비지 필립스 - 조지 부인
- 마히 알람 - 케빈 그나푸어
- 코너 래틀리프 - 랩 씨
- 존 햄 - 카 코치
- 린지 로핸 - 수학 경시대회 진행자